# 바이어 명명법

바이어 명명법(Bayer designation)은 독일의 천문학자 요한 바이어가 1603년에 우라노메트리아에서 발표한 항성을 부르는 방법이다. 다른 천문학자가 추가하거나 수정한 내역도 있다.
1920년에 국제천문연맹이 창립되어, 1922년에 열린 로마 총회에서 별자리 88개를 채택했다. 이 때, 각 별자리를 이루고 있는 별 가운데 가장 밝은 별부터 어두운 별까지 순서대로 알파(α), 베타(β), 감마(γ), 델타(δ), …의 순으로 이름을 붙였다. 이 때 별자리 이름의 소유격을 붙여 α Centauri(센타우루스자리의 알파)와 같이 나타낸다.
표시 방법은 다음과 같다.
| 로마자                                                      | 한국어                                   |
| ----------------------------------------------------------- | ---------------------------------------- |
| - α Centauri - alpha Centauri - α Cen - alpha Cen - alp Cen | - 센타우루스자리 α - 센타우루스자리 알파 |

## 사용 부호
바이어 명명법에서는 그리스 문자 이외의 부호도 사용되고, 순서는 다음과 같다. 그러나 현재는 라틴 문자는 널리 사용되지 않는다.
1. α, β, γ, …, ω
2. A
3. b, c, …, z
4. B, C, …, Q

소문자 a를 사용하지 않는 이유는 확실하지는 않지만 α와의 혼동을 막기 위해서라고 여겨진다. 바이어가 사용한 것은 z까지로, B 이상의 대문자는 다른 천문학자에 의한 것이다. 다른 천문학자가 소문자 a와 R 이상의 대문자를 사용한 적도 있었으나, 현재는 사용하지 않는다. R은 이후 변광성의 부호로 사용되고 있다.
또한 라틴어 대문자로 된 부호는 궁수자리 A와 같은 전파원의 부호와 오해하기 쉽지만, 바이어 명명법의 "A 별자리이름(소유격)"과 전파원의 "별자리이름(주격) A"로 다르다.

## 기호 순서
바이어가 살았던 시대에는 정확한 밝기를 측정할 수 없었고, 등급을 소수점 아래로 나타내지도 않았다. 따라서 바이어 명명법의 등급 순서란, 1부터 6까지의 정수로 된 6단계의 고전적인 순서다. 이러한 이유로 1.5등급보다 밝은 1등성이 1.5~2.5등급인 2등성보다 바이어 명명법에서 빠른 부호를 받아야하지만, 1등성과 2등성 중에서는 밝기 순서로 부호를 붙이지 않는다.
같은 등급 안에서는 위치 순서대로 부호를 붙이는 경우가 많으며, 별자리가 사람이나 동물 모양일 경우에는 머리쪽에서 차례대로 부호를 붙이는 경우가 많지만 일관된 규칙은 없다. 거문고자리와 궁수자리는 순서가 불분명하다.
- 북두칠성은 당시 모두 2등성으로 되어 있었으며, 큰곰자리의 머리쪽과 가까운 부분부터 부호가 붙었다. 하지만 δ인 메그레즈는 현재 3.3등급으로 3등성이다.
- 오리온자리의 벨트를 이루는 세 항성은 모두 2등성으로, 오리온의 머리에 가까운 부분부터 부호가 붙었다.
- 쌍둥이자리의 카스토르(1.58등급)와 폴룩스(1.15등급) 중에서 폴룩스 쪽이 약간 더 밝지만, 그리스 신화에서 형인 카스토르가 α다.
- 한때 북극성이었던 투반은 3.65등급으로 2.24등급인 엘타닌보다 어둡지만, 투반이 α고 엘타닌은 γ다.

### α가 가장 밝은가?
α와 같은 등급인 항성이 같은 별자리 안에 있을 경우, α가 가장 밝은 것은 아니다. 88개의 별자리 중에서
- 58개 - α가 가장 밝다.
- 26개 - α가 가장 밝지는 않다.
- 4개 - α가 존재하지 않는다.

## 별자리 변경
우라노메트리아 이후에도 몇 가지의 별자리가 만들어졌고, 거기에도 새롭게 바이어 부호가 붙었다. 하지만 아르고자리를 4등분할 대, 나침반자리에는 새롭게 바이어 부호가 붙었지만, 고물자리, 돛자리, 용골자리에는 아르고자리의 바이어 부호가 그대로 붙은 상황에서 별자리의 이름만 바뀌었다. 예를 들어, 아르고자리의 α, β, ε은 용골자리 α, β, ε이, γ는 돛자리 γ가, ζ는 고물자리 ζ가 되었다.
바이어가 살닸던 시대에는 별자리의 경계선이 명확하게 정해져있지 않아, 경계 부근의 항성에는 모두 중복으로 바이어 부호가 붙어있었던 적도 있었다. 국제천문연맹이 별자리의 경계를 엄격하게 정했을 때, 그러한 항성은 어느 쪽이든 하나의 별자리에 속하게 되었다. 이 때, 중복해서 부여되었던 이름 중 한 쪽은 폐지되었다. 다음은 그 중의 일부다.
| 현재의 부호      | 중복된 옛 부호   |
| ---------------- | ---------------- |
| 안드로메다자리 α | 페가수스자리 δ   |
| 황소자리 β       | 마차부자리 γ     |
| 목동자리 ν       | 헤르쿨레스자리 ψ |

## 항성 이외의 천체에 대한 바이어 명명법
현재 바이어 명명법은 항성에 대한 것으로 간주하고 있지만, 과거에는 항성과 성단, 성운 등의 차이가 명확하게 인식되지 않았다. 바이어는 성단 등의 다양한 천체에 바이어 부호를 붙였다. 다음은 그 중의 일부다. 현재는 대부분이 과거에 이름붙여졌던 천체에 포함된 항성 하나로 다시 정의되고 있지만, 지금도 그 천체의 고유이름처럼 사용되는 것도 있다.
| 바이어 부호      | 원래 천체     | 종류     | 현재 천체   | 관계                        |
| ---------------- | ------------- | -------- | ----------- | --------------------------- |
| 게자리 ε         | 프레세페 성단 | 산개성단 | 게자리 ε    | 성단의 가장 밝은 항성       |
| 센타우루스자리 ω | 오메가 성단   | 구상성단 | 오메가 성단 | 이전과 동일함               |
| 용골자리 η       | 카리나 성운   | 산광성운 | 용골자리 η  | 성운 내의 밝은 항성 중 하나 |

현재의 천체는 SIMBAD에 의거한다.

## 위 첨자 숫자
바이어의 직접관찰에서는 다중성을 분리하는 것이 불가능했기에 합쳐서 하나의 바이어 부호가 붙어있었으므로, 그들을 구별하기 위해 위 첨자(드물게 아래 첨자나 일반 숫자)를 덧붙였다.
예를 들어, 겉보기 이중성인 전갈자리 제타를 전갈자리 ζ1, 전갈자리 ζ2와 같이 구분한다. 쌍성의 경우에는 아래 첨자를 많이 사용한다. 예를 들어, 센타우루스자리 α1/α2는 센타우루스자리 α A/B와 같은 의미다.
드물게 다중성이라 하기 어려울 정도로 떨어진 여러 항성이 하나의 바이어 부호를 가진 경우도 있으며, 그러한 경우에도 위 첨자로 구별한다. 오리온자리 π1~π6이 대표적이다.

## 다른 명명법과의 관계

### 아르겔란더 명명법
프리드리히 빌헬름 아르겔란더가 고안한 아르겔란더 명명법은 변광성에 이름을 붙이는 방식이다. 바이어 명명법과 비슷하지만, 바이어 명명법에서 사용되지 않는 알파벳 R 이상이 사용된다. 또한 바이어 명명법에 의해 이름이 붙은 항성 가운데, 그리스문자로 된 바이어 부호가 붙은 항성에는 아르겔란더 명명법에 따른 이름을 붙이지 않는다.

### 플램스티드 명명법
알파벳 대신 숫자를 사용하는, 존 플램스티드가 고안한 명명법이다. 플램스티드 명명법에 따라 이름이 붙은 항성은 바이어 명명법에 따라 이름이 붙은 항성보다 훨씬 많고, 바이어 부호가 있는 항성의 대부분에는 플램스디드 번호도 있지만, 바이어 부호만 있는 항성도 적지 않다. 그 이유는 다음과 같다.
- 바이어 부호와 플램스티드 번호 모두, 일정 등급보다 밝은 항성 전체에 붙은 것은 아니다. 아주 어두운 항성일 경우 바이어 부호만 있는 경우가 많다.
- 바이어 명명법이 온 하늘을 다루고 있는 반면, 플램스티드 명명법은 영국에서 보이는 항성만을 다룬다. 따라서 남극 부근의 별자리에 있는 항성에는 플램스티드 번호가 전혀 없다.

바이어 부호와 플램스티드 번호가 중복될 때, 바이어 부호가 그리스 문자일 경우에는 바이어 부호를 사용한다. 하지만 바이어 부호가 라틴 문자일 경우에는 플램스티드 번호를 사용하는 경우가 많다. 따라서 라틴 문자의 바이어 부호가 사용되는 것은 플램스티드 번호가 없는 항성에 한정되는 경우가 많다. 바이어 명명법에 따를 때 위 첨자 숫자가 필요한 경우에도 플램스티드 번호를 사용한다.

## 같이 보기
- 바이어 천체
- 플램스티드 명명법
- 아르겔란더 명명법
- 별자리

## 참고 문헌
- 이 문서에는 다음커뮤니케이션(현 카카오)에서 GFDL 또는 CC-SA 라이선스로 배포한 글로벌 세계대백과사전의 내용을 기초로 작성된 글이 포함되어 있습니다.